# STS-115
STS-115, voluit Space Transportation System-115, was een Spaceshuttlemissie naar het Internationaal ruimtestation ISS, waarbij er gevlogen werd met de Spaceshuttle Atlantis. Het was de eerste spaceshuttlemissie naar ISS na de ramp met het ruimteveer Columbia. STS-115 werd gelanceerd vanaf Kennedy Space Center lanceercomplex 39-B op het Kennedy Space Center op 9 september 2006 om 11:14:55 EDT (15:14:55 UTC).

## Doel
De missie bracht verschillende onderdelen naar het ruimtestation, waaronder P3/P4, een deel van de truss, het "geraamte" van het ISS. Het deel P3/P4 bestaat uit een set beweegbare zonnepanelen.

## Bemanning
De bemanning bestond vanwege de grote massa van de lading uit zes personen in plaats van de gebruikelijke zeven:
- Brent Jett (commandant)
- Christopher Ferguson (piloot)
- Steven MacLean (missiespecialist - Canada)
- Dan Burbank (boordwerktuigkundige)
- Heidemarie Stefanyshyn-Piper (missiespecialist)
- Joseph Tanner (missiespecialist)

## Media
- De componenten en het ontvouwen van de P3/P4 Truss in detail (animatie)
- Roterende pitchbeweging
- Lancering
- Lancering